# 胡伴侶
胡伴侣，元朝钧州密县（今河南省新密市）人。
其父胡实曾经患有心疾数月，差点死去，换了几个医生都不能治愈。胡伴侣于是斋沐焚香，泣告于天，用所佩小刀在右胁傍刮下其皮肤，割脂一片，煎药给父亲服用，传说其父的病慢慢好了，他的伤也很快好了。朝廷旌表其门。